# Імперський почесний знак «За пожежну службу»

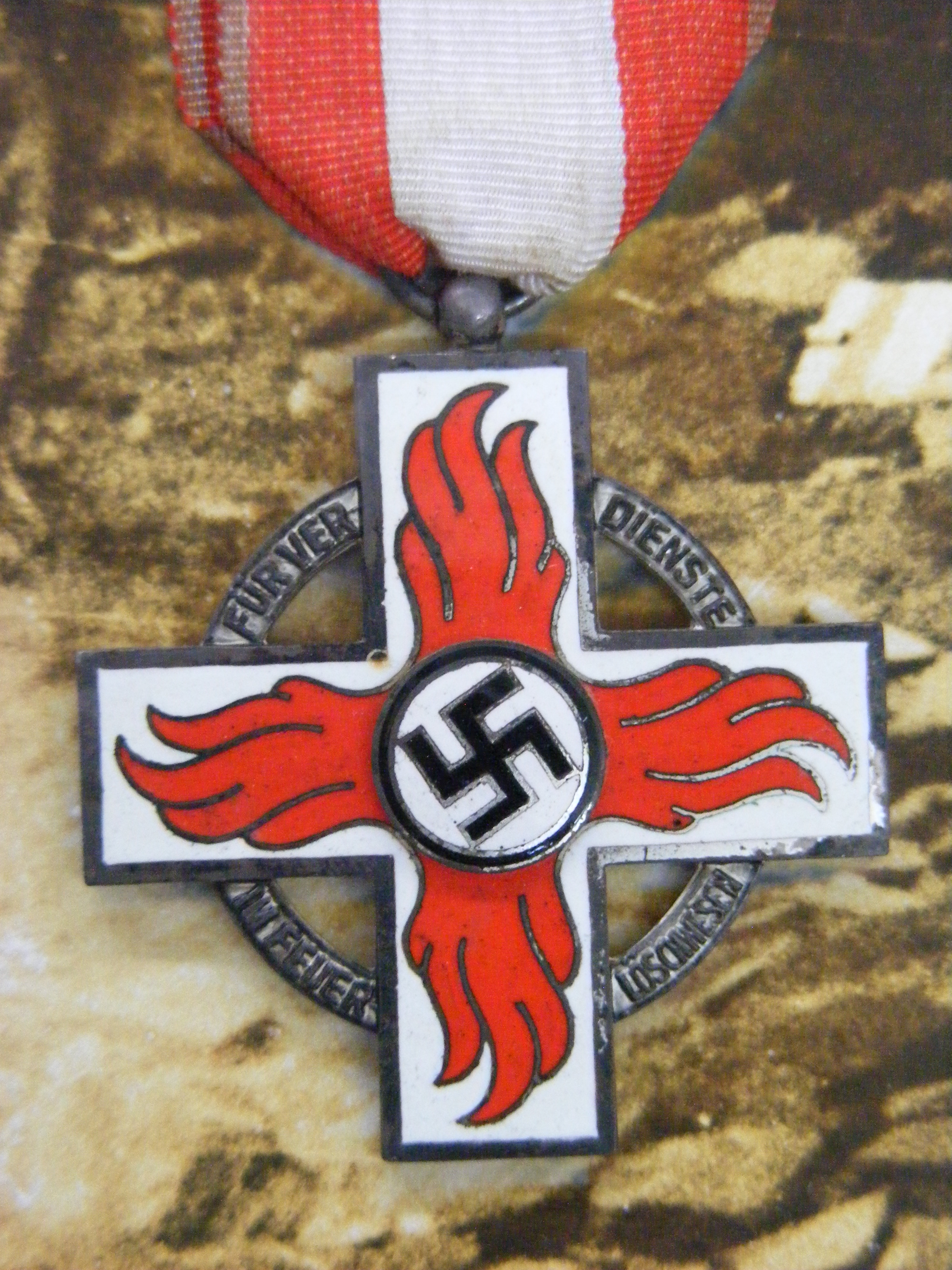
Імперський почесний знак «За пожежну службу» 2-го класу

Імперський почесний знак «За пожежну службу» (нім. Reichsfeuerwehrehrenzeichen) - нагорода Третього Рейху для відзначення заслуг пожежників.

## Історія
Нагорода заснована імперським міністром внутрішніх справ Вільгельмом Фріком 22 грудня 1936 року.
30 січня 1938 року Адольф Гітлер заснував нову нагороду, яка замінила імперський почесний знак - почесний знак «За пожежну службу». Дизайн та умови нагородження не змінились: єдина різниця - знак 1-го класу тепер носився на орденській стрічці, як і знак 2-го класу, а не на шпильці, а класи замінили на ступені.

## Опис
Знак являв собою грецький (рівносторонній) хрест, вкритий білою емаллю, з центра якого йдуть язики червоного полум'я. В центрі хреста - білий круг зі свастикою. Між променями хреста йде коло з написом  FÜR VERDIENSTE IM FEUERLÖSCHWESEN (укр. ЗА ЗАСЛУГИ В ГАСІННІ ПОЖЕЖ).
Знак 2-го класу виготовлявся із срібла і носився на червоно-біло-червоній стрічці на лівому боці грудей. Знак 1-го класу виготовлявся із золота і кріпився до одягу за допомогою шпильки.

## Умови нагородження
Знак 1-го класу вручали професійним пожежникам чи членам добровольчих пожежних загонів, які проявили особливі заслуги та хоробрість у боротьбі з вогнем.
Знак 2-го класу вручали професійним пожежникам чи членам добровольчих пожежних загонів, які станом на 1 травня 1936 року або пізніше прослужили в пожежній службі 25 років. При зарахуванні вислуги років враховувалась обов'язкова служба у вермахті, але не в Імперській служі праці.
Разом із знаком нагороджений отримував сертифікат від імені імперського міністра внутрішніх справ і начальника німецької поліції. В разі втрати знака безкоштовне відновлення нагороди не передбачалось, але можна було купити новий знак за свій рахунок.
Після смерті нагородженого візнака залишалась у його рідних як пам'ятка.

## Сучасний статус нагороди
Відповідно до закону Німеччини про порядок нагородження орденами та про порядок носіння від 26 липня 1957 року (нім. Gesetz uber Titel, Orden und Ehrenzeichen) носіння знаку дозволяється у денацифікованому вигляді — без круга зі свастикою.